# CATS Warrior

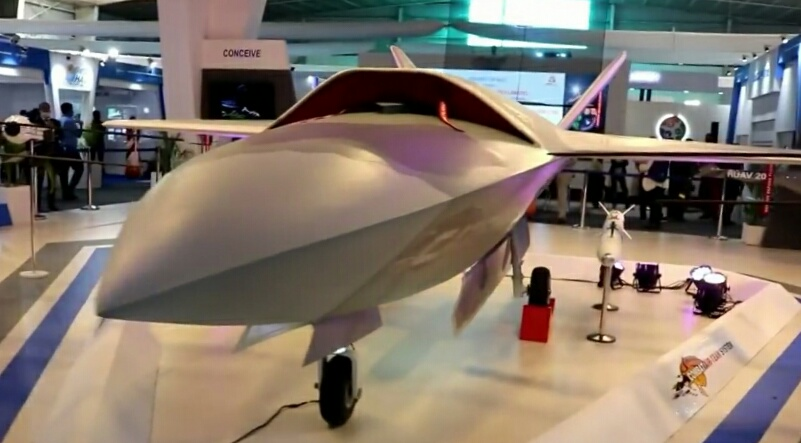
Un modelo de HAL CATS Warrior exhibido en Aero India 2021..

CATS Warrior es parte del programa HAL Combat Air Teaming System para la obtención de un Vehículo aéreo de combate no tripulado (UCAV). Se cree que su trabajo comenzó a principios de 2019 en el marco de una asociación público-privada (APP) entre la empresa estatal HAL y una startup privada india, Newspace R&D. HAL ha realizado una inversión inicial de 400 millones de rupias en CATS Warriors y en Aero India 2021 se presentó por primera vez una maqueta a gran escala.